# Naolinco de Victoria
Naolinco de Victoria är en ort i Mexiko.   Den ligger i kommunen Naolinco och delstaten Veracruz, i den sydöstra delen av landet, 240 km öster om huvudstaden Mexico City. Naolinco de Victoria ligger 1 555 meter över havet och antalet invånare är 8 246.
Terrängen runt Naolinco de Victoria är bergig. Runt Naolinco de Victoria är det tätbefolkat, med 511 invånare per kvadratkilometer. Närmaste större samhälle är Xalapa, 14,4 km söder om Naolinco de Victoria. Omgivningarna runt Naolinco de Victoria är en mosaik av jordbruksmark och naturlig växtlighet.